# Casa Carles de Llança i de Carballo
La casa Carles de Llança i de Carballo és un edifici situat al carrer del Marquès de Barberà, 24 del barri del Raval de Barcelona, catalogat com a bé amb elements d'interès (categoria C). Formava part d'una propietat que incloïa un altre edifici al carrer de Sant Pau, 71-73, actualment desaparegut.

## Història i descripció
El 1764, Josep Galceran de Pinós i de Pinós, marquès de Barberà, va establir en emfiteusi al mestre de cases Josep Lliberós una parcel·la del seu hort al carrer de Sant Pau, on aquest va construir una casa amb dos portals, que el 1782 va vendre per 3.950 lliures al cavaller donzell Joan de Llança (també escrit Llanza) i Feu. Casat el 1765 amb Gertrudis Coll i de Perelló, la pubilla de Can Coll de Lliçà de Vall, adoptà aquest cognom, per la qual cosa apareix als documents com a Joan Coll i de Llança. El 1790, va demanar permís per a remuntar un tercer pis a les seves cases del carrer de Sant Pau, i el 1791, el matrimoni va adquirir en emfiteusi una parcel·la de l'hort del marquès Josep Esteve Galceran de Pinós i Sureda de Santmartí al carrer que porta el seu nom, on van fer construir un altre edifici.
L'hereu fou Anton Coll i de Llança, de qui passà al seu fill Joan de Llança i Torres, i d'aquest al seu fill Eduard de Llança i Vila (†1874). El 1897, el seu fill Carles de Llança i de Carballo (1858-1918) va encarregar la reforma de l'edifici del carrer del Marquès de Barberà a l'arquitecte Antoni Maria Gallissà, que hi feu una operació de maquillatge com les que practicava assíduament. La seva intervenció consistí en la remodelació dels balcons amb llosanes revestides de ceràmica vidrada; un esgrafiat que segueix un dels seus dissenys florals característics; la remunta d'una galeria de maó vist amb capitells de pedra de cinc arquets molt rebaixats, amb dues obertures laterals més estretes, a més d'un fris dentat i pautat per sis gàrgoles; el coronament amb merlets, ràfec i una sanefa que envolta i dissimula els forats de ventilació.
El 1918, l'arquitecte Francesc Guàrdia i Vial es va encarregar de la reforma dels edificis «siamesos» del carrer de Sant Pau amb la remunta d'un quart pis i l'estucat de la façana. Finalment, foren enderrocats pel PERI del Raval.